# Overpelt
Overpelt är en tidigare kommun i Belgien   i provinsen Limburg och regionen Flandern, i den nordöstra delen av landet, 80 km nordost om huvudstaden Bryssel. Antalet invånare 2018 var 15 478.
Den 1 januari 2019 bildade Overpelt och grannkommunen Neerpelt den nya kommunen Pelt.
Omgivningarna runt Overpelt är en mosaik av jordbruksmark och naturlig växtlighet. Runt Overpelt är det ganska tätbefolkat, med 179 invånare per kvadratkilometer.